# Helsinki Napoli All Night Long
Helsinki Napoli All Night Long är en finländsk-italiensk-schweizisk-svensk-tysk komedi- och thrillerfilm från 1987 i regi av Mika Kaurismäki och med manus av Kaurismäki och Richard Reitinger och Christian Zertz. I rollerna ses bland andra Kari Väänänen, Roberta Manfredi och Jean-Pierre Castaldi.
Filmen vann en Jussi 1988 för bästa producent.

## Handling
Alex arbetar som taxichaufför i Berlin. En kväll hoppar två män in i hans taxi och med sig har de en portfölj full med pengar. Oturligt nog blir de även förföljda av ett gäng gangstrar som skjuter ihjäl Alex' passagerare. Alex måste göra sig av med kropparna.

## Rollista
- Kari Väänänen – Alex
- Roberta Manfredi – Stella
- Jean-Pierre Castaldi – Igor
- Margi Clarke – Mara
- Nino Manfredi – morfadern
- Melanie Roberson – Lilli
- Samuel Fuller – gangsterbossen
- Eddie Constantine	– den äldre gangstern
- Sakari Kuosmanen – den yngre gangstern
- Katharina Thalbach – telefonistkollega
- Wim Wenders – bensinmacksföreståndaren
- Jim Jarmusch – bartendern